# Prémio ACS de Química Teórica
O Prémio ACS de Química Teórica (em inglês:  ACS Award in Theoretical Chemistry) é um prémio anual, atribuído desde 1993 pela American Chemical Society que visa reconhecer a pesquisa inovadora em química teórica.

## Laureados[1]
- 1993 Martin Karplus
- 1994 William H. Miller
- 1995 Bruce J. Berne
- 1996 David Chandler
- 1997 Rudolph A. Marcus
- 1998 John A. Pople
- 1999 Benjamin Widom
- 2000 Ernest R. Davidson
- 2001 Michele Parrinello
- 2002 Klaus Ruedenberg
- 2003 Henry F. Schaefer
- 2004 John C. Tully
- 2005 Eric J. Heller
- 2006 Hans C. Andersen
- 2007 Rodney J. Bartlett
- 2008 William A. Goddard
- 2009 Robert G. Parr
- 2010 Björn O. Roos
- 2011 Nicholas C. Handy
- 2012 Peter G. Wolynes
- 2013 Frank H. Stillinger
- 2014 Axel D. Becke
- 2015 Mark S. Gordon
- 2016 Roberto Car
- 2017 Peter Pulay
- 2018 Emily Carter
- 2019 Donald G. Truhlar
- 2020 Abraham Nitzan[2]